# Мекоста (окръг, Мичиган)
Окръг Мекоста (на английски: Mecosta County) е окръг в щата Мичиган, Съединени американски щати. Площта му е 1479 km², а населението - 40 553 души (2000). Административен център е град Биг Рапидс.